# Eva Pinkelnig
Eva Pinkelnig (Bregenz, 27 maggio 1988) è una saltatrice con gli sci austriaca, vincitrice di quattro medaglie iridate e della Coppa del Mondo nel 2023.

## Biografia
Dedicatasi al salto con gli sci all'età di 24 anni, è entrata nel giro della nazionale austriaca nell'estate del 2014. In Coppa del Mondo ha debuttato il 5 dicembre 2014 a Lillehammer (piazzandosi 15ª) e ha conquistato il primo podio il 12 dicembre dell'anno successivo a Nižnij Tagil (3ª).
Ha esordito ai Campionati mondiali a Falun 2015, dove si è classificata 8ª nel trampolino normale; ai successivi Mondiali di Seefeld in Tirol 2019 ha vinto la medaglia d'argento nella gara a squadre e nella gara a squadre mista ed è stata 5ª nel trampolino normale. Il 12 gennaio 2020 ha ottenuto a Sapporo sull'Ōkurayama HS137 la sua prima vittoria in Coppa del Mondo; ai Mondiali di Oberstdorf 2021 si è classificata 32ª nel trampolino normale e ai XXIV Giochi olimpici invernali di Pechino 2022, sua prima presenza olimpica, si è piazzata 20ª nel trampolino normale. Ai Mondiali di Planica 2023 ha vinto la medaglia d'argento sia nel trampolino normale sia nella gara a squadre ed è stata 6ª nel trampolino lungo e 4ª nella gara a squadre mista; nella stagione 2022-2023 si è aggiudicata la Coppa del Mondo e ai Mondiali di Trondheim 2025 ha vinto la medaglia d'argento nella gara a squadre, quella di bronzo nella gara a squadre mista e si è classificata 7ª nel trampolino normale e 4ª nel trampolino lungo.

## Palmarès

### Mondiali
- 6 medaglie:
  - 5 argenti (gara a squadre, gara a squadre mista a Seefeld in Tirol 2019; trampolino normale, gara a squadre a Planica 2023; gara a squadre a Trondheim 2025)
  - 1 bronzo (gara a squadre mista a Trondheim 2025)

### Coppa del Mondo
- Vincitrice della Coppa del Mondo nel 2023
- 58 podi (47 individuali, 11 a squadre):
  - 20 vittorie (16 individuali, 4 a squadre)
  - 16 secondi posti (14 individuali, 2 a squadre)
  - 22 terzi posti (17 individuali, 5 a squadre)

#### Coppa del Mondo - vittorie
| Data             | Località         | Nazione  | Trampolino                                                                |
| ---------------- | ---------------- | -------- | ------------------------------------------------------------------------- |
| 12 gennaio 2020  | Sapporo          | Giappone | Ōkurayama HS137                                                           |
| 17 gennaio 2020  | Zaō              | Giappone | Yamagata HS102                                                            |
| 18 gennaio 2020  | Zaō              | Giappone | Yamagata HS102 (con Daniela Iraschko, Marita Kramer e Chiara Hölzl)       |
| 19 gennaio 2020  | Zaō              | Giappone | Yamagata HS102                                                            |
| 22 febbraio 2020 | Ljubno           | Slovenia | Logarska dolina HS94 (con Daniela Iraschko, Marita Kramer e Chiara Hölzl) |
| 6 novembre 2022  | Wisła            | Polonia  | Malinka HS134                                                             |
| 10 dicembre 2022 | Titisee-Neustadt | Germania | Hochfirst HS142 (con Marita Kramer, Michael Hayböck e Stefan Kraft)       |
| 28 dicembre 2022 | Villaco          | Austria  | Villacher Alpenarena HS98                                                 |
| 29 dicembre 2022 | Villaco          | Austria  | Villacher Alpenarena HS98                                                 |
| 1º gennaio 2023  | Ljubno           | Slovenia | Logarska dolina HS94                                                      |
| 14 gennaio 2023  | Zaō              | Giappone | Yamagata HS102 (con Chiara Hölzl)                                         |
| 15 gennaio 2023  | Zaō              | Giappone | Yamagata HS102                                                            |
| 10 febbraio 2023 | Hinzenbach       | Austria  | Aigner HS90                                                               |
| 1º gennaio 2024  | Oberstdorf       | Germania | Schattenberg HS137                                                        |
| 13 gennaio 2024  | Sapporo          | Giappone | Ōkurayama HS134                                                           |
| 27 gennaio 2024  | Ljubno           | Slovenia | Logarska dolina HS94                                                      |
| 24 febbraio 2024 | Hinzenbach       | Austria  | Aigner HS90                                                               |
| 25 febbraio 2024 | Hinzenbach       | Austria  | Aigner HS90                                                               |
| 21 marzo 2024    | Planica          | Slovenia | Bloudkova velikanka HS102                                                 |
| 6 gennaio 2025   | Villaco          | Austria  | Villacher Alpenarena HS98                                                 |

### Coppa Continentale
- Miglior piazzamento in classifica generale: 11ª nel 2015
- 2 podi (1 individuale, 1 a squadre):
  - 1 secondo posto (individuale)
  - 1 terzo posto (a squadre)

### Campionati austriaci
- 1 medaglia[1]:
  - 1 bronzo (HS98 nel 2016)